# (3493) Stepanov
(3493) Stepanov es un asteroide perteneciente al cinturón de asteroides, descubierto el 3 de abril de 1976 por Nikolái Stepánovich Chernyj desde el Observatorio Astrofísico de Crimea (República de Crimea).

## Designación y nombre
Designado provisionalmente como 1976 GR6. Fue nombrado Stepanov en honor al astrónomo ucraniano y ruso Vladimir Jevgenjeviĉ Stepanov.